# Wendy Wasserstein
Wendy Wasserstein (ur. 1950, zm. 2006) – amerykańska dramatopisarka, laureatka Nagrody Pulitzera. 
Matka pisarki dorastała w Polsce. Dziadek autorki, Simon Schliefer, był podobno znanym żydowskim dramaturgiem. Wendy urodziła się 18 października 1950 w Nowym Jorku. Ukończyła Mount Holyoke College (1971) i Yale School of Drama (1976). Wydała sztuki Uncommon Women and Others, The Sisters Rosensweig, An American Daughter i Third. Utwór The Heidi Chronicles z 1989 został wyróżniony Nagrodą Pulitzera w dziedzinie dramatu, jak również Tony Award. W 1998 urodziła córkę Lucy Jane. W 2005 została hospitalizowana z powodu białaczki. Zmarła 30 stycznia 2006 w wieku 55 lat.